# 38. Feldartillerie-Brigade (Deutsches Kaiserreich)
Die 38. Feldartillerie-Brigade war ein Großverband der Preußischen Armee.

## Geschichte
Die 38. Feldartillerie-Brigade wurde zum 1. Oktober 1899 in Erfurt aufgestellt und am 16. Februar 1917 zum Artilleriekommandeur 38 umfunktioniert, dem damit die taktische Führung der gesamten Feld- und schweren Artillerie oblag.
Sie war  Teil der 38. Division, die dem XI. Armee-Korps in Kassel zugeordnet war.

### Gliederung
- 1899 bis 1914

1. Thüringisches Feldartillerie-Regiment Nr. 19 und 2. Thüringisches Feldartillerie-Regiment Nr. 55
- Kriegsgliederung bei Mobilmachung 1914

Wie vor
- Kriegsgliederung am 27. Juli 1918

Artillerie-Kommandeur Nr. 38, Feldartillerie-Regiment Nr.19, Fußartillerie-Bataillon Nr. 61

### Erster Weltkrieg
Die Brigade kam mit Kriegsbeginn im Verband der 38. Division überwiegend an der Westfront, von September 1914 bis Oktober 1915 an der Ostfront, zum Einsatz.
Zu den Kampfhandlungen, Gefechten und Schlachten siehe Kampfgeschehen der 38. Division.

### Brigadekommandeure
| Name                        | Datum                                             |
| --------------------------- | ------------------------------------------------- |
| Robert Koehne               | 1. Oktober 1899 bis 14. September 1904            |
| Arnold Berg                 | 15. September 1904 bis 17. Mai 1907               |
| Friedrich von Renesse       | 18. Mai 1907 bis 24. Juli 1910                    |
| Friedrich Karl Erich Goebel | 25. Juli 1910 bis 29. Oktober 1912                |
| Otto Krahmer                | 30. Oktober 1912 bis 1. Dezember 1914             |
| Franz von Rantzau           | 2. Dezember 1914 bis 29. Januar 1918              |
| Georg Remmert               | 30. Januar 1918 bis Kriegsende                    |
| Franz von Rantzau           | 21. Januar 1919 bis 3. Mai 1919 (Demobilisierung) |